# Mandy Minella
Mandy Minella (født 22. november 1985) er en luxembourgsk tennisspiller. Hun har klaret sig bedst i double, hvor hun har vundet to WTA-titler. Hun har også to double- og én single-title i den såkaldte WTA 125-serie. Hendes bedste ranglisteplacering er nr. 66 i single og nr. 47 i double.